# Hide and Seek (película de 2013)
Hide and Seek (en hangul 숨바꼭질; RR: Sumbakkokjil) es una película surcoreana de 2013, escrita y dirigida por Huh Jung, e interpretada por Son Hyun-joo, Moon Jung-hee y Jeon Mi-seon.
Existe una adaptación china de esta película con el mismo título.

## Argumento
Una mujer llamada Eun-Hye es acosada por un extraño que la asesina en su apartamento.
Sung-soo es un exitoso hombre de negocios que vive con su esposa Min-ji y sus dos hijos, Ho-se y Soo-ha, en un ático. A pesar de su buena vida, guarda un oscuro secreto. Fue adoptado por una familia rica, con un hijo biológico y hermanastro mayor, Baek Sung-Chul, a quien desprecia. Acusó injustamente a Sung-Chul por agresión sexual, disgustado con su aspecto por la erupción cutánea que padecía. Desde ese día, tiene constantes pesadillas con su hermano y toma medicinas con regularidad para superar su culpa.
Un día, Sung-soo recibe una llamada telefónica que dice que su hermano ha desaparecido, y va a su apartamentopor primera vez en décadas para buscarlo. Allí, encuentra extraños símbolos tallados en cada puerta y conoce a la vecina de su hermano, Joo-hee, y a su pequeña hija Pyeong-Hwa. Cuando Sung-Soo le dice que quiere visitar a su hermano, ella de repente se vuelve hostil y los echa de su casa. Sung-Soo decide quedarse en la habitación de su hermano.
Durante su estancia, descubre un pasaje secreto que conecta su habitación y la habitación de Eun-Hye, y encuentra la ropa interior de esta última en los cajones de Sung-Chul. Mientras tanto, Min-Ji y los niños son atacados por el mismo extraño que mató a Eun-Hye. Sospechan que el asesino fue Sung-Chul, que quería vengarse de Sung-Soo por arruinar su vida.
Sung-soo más tarde se da cuenta de que los símbolos en las puertas son códigos que indican el género y el número de personas que viven en cada casa. En su ático, encuentra símbolos similares, por lo que deduce que el extraño le ha seguido hasta ella. Min-Ji le dice que deben regresar a Estados Unidos.
Sung-Soo va a enfrentarse a su hermano, solo para ser atacado por el hombre que lo acecha. Descubre que el hombre es el novio de Eun-Hye, quien también pensó que Sung-chul era quien mató a su novia. En la habitación de Eun-Hye, Sung-Soo encuentra el cadáver de la chica en su armario. El asesino apuñala de muerte al novio de Eun-hye y ataca a Sung-Soo. Se refugia en la habitación de Joo-hee y encuentra el cadáver de su hermano en su armario, y se da cuenta de que la vecina Joo-hee es la asesina, antes de que ella lo deje inconsciente, le robe la billetera y huya con Pyeong-Hwa.
Se revela que Joo-hee y su hija son cleptómanas trastornadas cuyo modus operandi es matar a los residentes de los apartamentos y ocuparlos. Ella mató a Sung-Chul para atraer a su hermano a investigar y apoderarse de su ático. Min-Ji es atacada por Joo-hee, quien intenta matar a Ho-se y Soo-ha. Cuando llega Sung-Soo, Joo-he lo ataca de nuevo y toma ventaja, pero se detiene debido a que Sung-Soo amenaza con quemar su ático si lo mata a él y a su familia. Él la convence de que los perdone a cambio del ático, pero ella se niega y comienza a asfixiarlo, alegando que el ático es suyo. Casi lo mata cuando Soo-ha la distrae lo suficiente como para hacer que Sung-Soo queme la cocina. Horrorizada, suelta a Sung-Soo e intenta en vano detener el fuego, solo para terminar muriendo quemada. La policía logra entrar y asegurar la vivienda, mientras Sung-Soo acuna el cuerpo inconsciente de Min-Ji y sus niños llorosos le gritan para que se despierte.
Algún tiempo después, Sung-Soo y su familia visitan a su padre y a la tumba de Sung-Chul, finalmente hacen las paces por su hermano y se liberan de su culpa antes de viajar de regreso a Estados Unidos. Su ático ahora está vacío y ocupado por una nueva familia. Cuando el nuevo residente se instala, la cámara enfoca el armario donde Pyeong-Hwa sigue todavía escondida, mirándolos, narrando la voz en off desde el principio.

## Reparto
- Son Hyun-joo como Sung-soo.[4]
- Moon Jung-hee como Joo-hee.
- Jeon Mi-seon como Min-ji, esposa de Sung-soo.
- Kim Ji-young como Pyeong-hwa, hija de Joo-hee.
- Jung Joon-won como Ho-se, hijo de Sung-soo.
- Kim Su-an como Soo-ha, la hija de Sung-soo.
- Kim Won-hae como Sung-chul.
- Gi Ju-bong como padrastro de Sung-soo.
- Kim Han-Jong como hombre con sombrero.
- Jo Han-Chul como Jung-nam.
- Jo Si-Nae como la mujer de Jung-nam.
- Jung Min-Sung como Jo Min-hoon.
- Lee Young-Suk como hombre sin hogar.
- Lee Ho-Seong como detective.
- Kim Bo-Ryoung como mujer policía.
- Noh Susanna como Eun-hye.
- Lee Jun-hyeok como novio de Eun-hye.
- Joo Suk-Tae como un exdetective.
- Sung Yu-bin como Sung-chul (de niño).
- Uhm Ji-Sung como Sung-soo (de niño).
- Ri Min como jefe de gestión de edificios de apartamentos.
- Son Young-Soon como anciana en Hyang Goo Apartment.
- Kim Ja-Young como propietario de una tienda de conveniencia en Hyang Goo Apartment.
- Kim Hye-yoon como una chica de secundaria.

## Taquilla
Con un bajo presupuesto (2500 millones de wones) y sin director ni intérpretes de alto perfil, Hide and Seek fue un éxito inesperado en su lanzamiento el 14 de agosto de 2013.  Encabezó la taquilla en su primer fin de semana, con 1,35 millones de entradas vendidas. El 22 de diciembre, 19 días después de su estreno, la película alcanzó los 5 millones de espectadores.

## Premios y nominaciones
| Año  | Premio                                         | Categoría                            | Candidato     | Resultado | Ref.   |
| ---- | ---------------------------------------------- | ------------------------------------ | ------------- | --------- | ------ |
| 2013 | 50.º Grand Bell Awards                         | Mejor actriz                         | Moon Jung-hee | Nominada  |        |
| 2013 | 50.º Grand Bell Awards                         | Mejor director novel                 | Huh Jung      | Nominado  |        |
| 2013 | 50.º Grand Bell Awards                         | Mejor música                         | Jo Yeong-wook | Nominado  |        |
| 2013 | 34.º Blue Dragon Film Awards                   | Mejor actriz                         | Moon Jung-hee | Nominada  |        |
| 2013 | 34.º Blue Dragon Film Awards                   | Mejor actriz de reparto              | Jeon Mi-seon  | Nominada  |        |
| 2013 | 34.º Blue Dragon Film Awards                   | Mejor director novel                 | Huh Jung      | Nominado  |        |
| 2013 | 34.º Blue Dragon Film Awards                   | Mejor iluminación                    | Lee Sung-jae  | Nominado  |        |
| 2013 | 34.º Blue Dragon Film Awards                   | Mejor música                         | Jo Yeong-wook | Nominado  |        |
| 2013 | 33.º Korean Association of Film Critics Awards | Mejor director novel                 | Huh Jung      | Ganador   |        |
| 2013 | 21.º Korean Culture and Entertainment Awards   | Premio de excelencia, actriz de cine | Jeon Mi-seon  | Ganadora  |        |
| 2014 | 19.º Chunsa Film Art Awards                    | Mejor director novel                 | Huh Jung      | Nominado  |        |
| 2014 | Mejor director novel                           | Mejor actor                          | Son Hyun-joo  | Nominado  |        |
| 2014 | Mejor director novel                           | Mejor actriz                         | Moon Jung-hee | Nominada  |        |
| 2014 | Mejor director novel                           | Mejor director novel                 | Huh Jung      | Nominado  |        |
| 2014 | Mejor director novel                           | Mejor guion                          | Huh Jung      | Nominado  |        |
| 2014 | 23.º Buil Film Awards                          | Mejor actor                          | Son Hyun-joo  | Nominado  | [ 13 ] |
| 2014 | 23.º Buil Film Awards                          | Mejor director novel                 | Huh Jung      | Nominado  | [ 13 ] |
| 2014 | 23.º Buil Film Awards                          | Mejor música                         | Jo Yeong-wook | Nominado  | [ 13 ] |
| 2014 | 34.º Golden Cinema Festival                    | Mejor actriz de reparto              | Jeon Mi-seon  | Ganadora  |        |
| 2014 | 34.º Golden Cinema Festival                    | Premio especial del jurado           | Moon Jung-hee | Ganadora  |        |